# Hyperolius guttulatus
Hyperolius guttulatus es una especie de anfibios de la familia Hyperoliidae.
Habita en Camerún, Costa de Marfil, Gabón, Ghana, Guinea, Liberia, Nigeria, Sierra Leona y posiblemente Guinea Ecuatorial.
Su hábitat natural incluye bosques tropicales o subtropicales secos y a baja altitud, sabanas secas, pantanos, lagos de agua dulce, marismas de agua dulce y zonas previamente boscosas ahora degradadas.
Está amenazada de extinción por la pérdida de su hábitat natural.